# Gersempal
Gersempal is een bestuurslaag in het regentschap Sampang van de provincie Oost-Java, Indonesië. Gersempal telt 4644 inwoners (volkstelling 2010).